# Nanggung (Nanggung)
Nanggung is een bestuurslaag in het regentschap Bogor van de provincie West-Java, Indonesië. Nanggung telt 7243 inwoners (volkstelling 2010).